# بيز أوت
بيز أوت (بالإنجليزية: Piz Ot)‏ هو أحد جبال سلسلة جبال الألب ألبولا ويقع في كانتون غراوبوندن في سويسرا. يحتل المرتبة رقم 114 في قائمة جبال سويسرا من حيث الارتفاع، إذ يبلغ ارتفاعه حوالي 3246 متر، بينما يبلغ ارتفاع نتوء الجبل 631 متر، هذا وقد سجل أول وصول لقمة الجبل عام 1830.